# 宮島温泉
宮島温泉（みやじまおんせん）は、富山県小矢部市（旧国越中国）にある温泉。源泉は子撫川左岸に存在する。

## 泉質
- カルシウム・ナトリウム - 塩化物・硫酸塩泉[2]
  - 源泉の深さ592m[3]
  - 源泉温度44.5℃（2004年時点）[4]、44.4℃（2024年時点）[3]
  - 湧出量毎分65L（掘削自噴）[4]
  - pHは8.96[3]
  - 溶存物質は3,970mg/kg[3]

リウマチ・運動器障害・火傷・婦人病、消化器疾患、痛風、創傷などに効果がある（※いずれも効能はその効果を万人に保証するものではない）。

## 温泉街
小矢部川支流の子撫川の上流、宮島峡近くの湯道丸川右岸側に一軒宿の「滝乃荘」（名ケ滝378番地）が存在する。滝乃荘は10人以上が一度に浸ることが出来る大浴槽を備えた約60m2の浴室、露天風呂が設けられている。
かつては子撫川の支流の湯道丸川左岸側に『宮島温泉元湯宮島館』（二ノ滝300番地）も存在していた。

## 交通
北陸新幹線の新高岡駅（高岡市）からJR城端線とあいの風とやま鉄道線を乗り継いで石動駅で下車。北口より小矢部市営バス「宮島線」で30分ほどの宮島温泉停留所下車。

## 歴史
かつて子撫川と湯道丸川の合流点から上流1km地点に『湯道丸温泉』という温泉が明治時代末期まで存在していた。昔は熱泉だったが、1887年頃は硫黄泉で、鉱泉宿を開いていた。加越能の人々が集まり、時にはバクチ宿になった。
1960年には、福光町（現・南砺市）に存在していた銭湯『滝乃荘』が上記の旧湯道丸鉱泉の話にひかれて現在地へ移転した。これが宮島温泉における最初の温泉施設（宮島温泉元祖）である。
1979年、フシデン工業により温泉掘削事業が行われた結果、1980年3月17日に地下529 mから43.8 ℃の温泉が湧き出た。これに伴い新谷設計事務所の設計、小矢部建設の施工により、鉄骨（鉄筋）3階建て延べ1193.5m2、客室16、大広間、男女の大浴場などを完備した収容人員150人（うち宿泊人員50人）の温泉旅館『宮島館』が建設され、1982年9月30日に完成、翌10月1日より営業を開始した。
『滝乃荘』も、1985年に鉄筋4階建ての新館を新築した。
『宮島館』は2004年時点で営業が確認されているものの、その後廃業し、2021年時点では倉庫として使用されている。